# Żona magika
Żona magika (fr. La Femme du magicien) – francuski komiks autorstwa amerykańskiego pisarza Jerome’a Charyna i francuskiego rysownika François Boucqa, opublikowana w 1986 roku przez wydawnictwo Casterman. Ukazała się po polsku w 2019 roku nakładem wydawnictwa Scream Comics.

## Fabuła
Komiks opowiada o Ricie Wednesday od jej dzieciństwa w 1956 roku do 1973 roku. Rita mieszka w Saratodze z matką, która ma romans z Edmondem, magikiem występującym w wielu krajach. Obie towarzyszą mu na scenie w jego pokazach hipnozy. Gdy Rita dorasta, Edmond obiecuje jej, że się z nią ożeni. Między dziewczyną a jej matką rozpoczyna się rywalizacja o względy mężczyzny – na scenie i poza nią.

## Nagrody
Za Żonę magika Charyn i Boucq otrzymali Nagrodę za najlepszy komiks na Międzynarodowym Festiwalu Komiksu w Angoulême w 1986 roku.